# Manuel de Azevedo Gomes
Manuel de Azevedo Gomes (Santo Amaro, São Roque do Pico, 19 de Outubro de 1847 — Parede, São Domingos de Rana, Cascais, 12 de Julho de 1907) foi um oficial da Armada Portuguesa que fez carreira em várias províncias ultramarinas portuguesas e nos Açores, tendo-se distinguido pelo seu brio e pelas suas qualidades como comandante.

## Biografia
Manuel de Azevedo Gomes nasceu na freguesia rural açoriana de Santo Amaro do Pico, filho de António de Ávila Gomes e de sua mulher Maria José de Azevedo, ambos naturais de Lajes do Pico (freguesia da Piedade). Era irmão de Amaro de Azevedo Gomes, ministro do Governo Provisório da República Portuguesa.
Azevedo Gomes destacou-se pelo seu brio enquanto oficial naval. O seu prestígio foi reforçado quando em 1862, em plena Guerra Civil Americana, como jovem tenente ao comando da corveta D. Estefânia obrigou a corveta USS Kearsarge, dos Estados Unidos da América, a respeitar a neutralidade portuguesa não atacando o navio corsário dos Estados Confederados CSS Alabama quando este se encontrava fundeado na Baía de Angra, nos Açores.
Foi chefe de gabinete do ministro Jacinto Cândido da Silva, ele também açoriano, no período em que aquele ministro liderou o programa de construções navais de 1896, o maior investimento em material naval feito pelo Estado português nos séculos XIX e XX.
Chefiou a missão da Armada Portuguesa que recebeu nos estaleiros do Havre os cruzadores São Gabriel e São Rafael, construídos no âmbito do plano de construções navais de 1896.
Foi ajudante honorário do rei D. Carlos I de Portugal quando em 1901 aquele monarca visitou os Açores.
Comandou o Cruzador São Gabriel e, no final da sua carreira, o Cruzador D. Carlos I, então a mais prestigiosa unidade naval portuguesa.
Terminou a sua carreira naval no posto de capitão-de-mar-e-guerra chefiando a Divisão Naval do Oceano Índico (1902). 
A 30 de setembro de 1883, casou na igreja paroquial de Alcântara, em Lisboa, com Alice Hensler, filha de Elise Hensler, a condessa de Edla, que entretanto casara com o rei D. Fernando II de Portugal. Foi testemunha de casamento o Almirante Carlos Cândido dos Reis. Deste casamento nasceu o futuro silvicultor, botânico e professor universitário Mário de Azevedo Gomes (1885-1965).
Foi condecorado com o grau de comendador da Ordem da Torre e Espada e grande oficial da Ordem de São Bento de Avis. Recebeu também diversas condecorações estrangeiras, entra as quais a da Ordem do Elefante Branco, do Reino do Sião.
Morreu a 12 de julho de 1907, na Casa das Pedras, que mandou construir na Parede, então pertencente à freguesia de S. Domingos de Rana, em Cascais. Foi sepultado no Cemitério dos Prazeres.
Conhece-se uma colaboração póstuma da sua autoria no semanário Academia Portuguesa (1933)